# بيتر برادلي (رسام)
بيتر برادلي (بالإنجليزية: Peter Bradley)‏ هو رسام وفنان أمريكي، ولد في 15 سبتمبر 1940 في كونيلسفيل في الولايات المتحدة.